# Schlacht von Meretun
Die Schlacht von Meretun am 22. März 871 war eine Schlacht zwischen dänischen Wikingern und einem angelsächsischen Heer des Königreichs Wessex unter Führung von König Æthelred. Die Schlacht endete mit einem Sieg der Wikinger.

## Verlauf
Im Manuskript C der angelsächsischen Chronik heißt es:
"König Æthelred und sein Bruder Alfred kämpften gegen das Heer bei Basing, und dort errangen die Wikinger den Sieg. Und zwei Monate später kämpften König Æthelred und sein Bruder Alfred gegen das Heer bei Meretun, und sie waren in zwei Abteilungen; und sie schlugen beide in die Flucht und waren bis weit in den Tag hinein siegreich; und es gab ein großes Gemetzel auf beiden Seiten; und die Dänen hatten das Schlachtfeld in Besitz. Und Bischof Heahmund wurde dort getötet und viele wichtige Männer. Und nach dieser Schlacht kam ein großes Sommerheer nach Reading. Und danach, zu Ostern, starb König Æthelred."